# UB-75号潜艇
陛下之UB-75号艇是德意志帝国海军于第一次世界大战期间建造的其中一艘UB-III型近岸潜艇或称U艇。它由汉堡的布洛姆与福斯船厂承建，于1917年5月5日新船下水，至同年9月11日交付使用。其全长55.3米，水面及水下排水量分别为516吨和648吨，艇载武器则包括五具500毫米鱼雷发射管以及一门88毫米口径甲板炮。UB-75号入役后曾被部署至北海战区的第五区舰队，并参与了大西洋潜艇战。在两次巡逻期间，该艇合共击沉了协约国或中立国的6艘商船，容积总吨累计为10777吨。1917年12月10日，UB-75号在英格兰的罗宾胡兹贝附近海域失踪，推定为触雷沉没，艇内34名官兵全数阵亡。

## 设计
UB-75号是汉堡伏尔铿船厂承建的UB-III型第二批次（UB-75至UB-79号）的首艇，由德意志帝国海军潜艇监察局于1916年9月23日向订购，至1917年5月5日下水。其全长55.30米，舷宽5.80米。艇体采用双壳体结构，水面及水下排水量分别为516吨和648吨，浮起时的吃水深度为3.68米。由于无需像UC-II型艇那样提供水雷布设装置，设计工程师对潜艇舷弧进行了优化，增大了司令塔体积，配备两具潜望镜，司令塔与控制室之间增加一道水密舱壁。这些改进显著提高了潜艇的水下机动性和生存力。为了达到更高的航速，UB-75号采用两台猛狮六缸四冲程550匹公制馬力（405千瓦特）柴油机用于水面运行，以及两台394匹公制馬力（290千瓦特）的西门子-舒克特电动发电机用于水下航行；水面最高航速13.6節（25.2每小時），水下7.8節（14.4每小時）；能够在水面以8節（15每小時）航速续航8,680海里（16,080），或以4節（7.4每小時）连续在水下航行55海里（102）而无需充电。
UB-75号的主武器为五具500毫米艇艏鱼雷发射管，其中艇艏四具采用层叠式布局分居两侧、艇艉一具，并可搭载合共10枚G6型鱼雷。辅助武器则是一门88毫米30倍径速射炮。其标准船员编制为3名军官加31名水兵。

## 服役历史
1917年9月11日，UB-75号在前UB-21号艇长、海军中尉弗朗茨·瓦尔特的指挥下正式入役，随即展开海试。完成海试后，该艇即被编入北海战区的第五区舰队，并参与了大西洋潜艇战。在两次巡逻期间，该艇合共击沉了协约国或中立国的6艘商船，容积总吨累计为10777吨。1917年11月30日，UB-75号从博尔库姆启程，前往惠特比沿岸巡逻，从此再未归航。在12月5－9日之间，惠特比当地曾报告它的出没，此后就再没有收到任何关于该艇的消息。UB-75号被推定是在弗兰伯勒角附近的英国雷区内失踪，方位大致为54°5′N 0°10′W / 54.083°N 0.167°W。
经过多年在斯卡伯勒和惠特比海岸的搜索，2002年9月，来自斯卡伯勒的潜水员寻获了两艘德国U艇，据信分别为1917年在英格兰东北岸附近的失踪UB-75号和UB-41号。2003年，研究人员根据沉船的尺寸和每侧两具垂直排列的艇艏鱼雷发射管的布局，重新确定了UB-75号的方位，即54°27′N 0°15′W / 54.450°N 0.250°W处的海底。其长度约为50米，司令塔连同艉部舱口仍处于原位，惟艇艉有部分不翼而飞。88毫米甲板炮也处于原位，指向上方；整艘艇向左舷倾斜约15度。这一发现也在BBC一台的《Inside Out》节目中播出。

## 袭击历史摘要
| 日期          | 船名       | 船籍 | 吨位 | 结局 |
| ------------- | ---------- | ---- | ---- | ---- |
| 1917年11月4日 | 卢西达号   | 英国 | 1477 | 击伤 |
| 1917年11月9日 | 埃德峡湾号 | 挪威 | 1207 | 击沉 |
| 1917年12月5日 | 艾格伯夫号 | 英国 | 824  | 击沉 |
| 1917年12月6日 | 勒达号     | 荷蘭 | 1140 | 击沉 |
| 1917年12月7日 | 高门号     | 英国 | 1780 | 击沉 |
| 1917年12月8日 | 兰帕达号   | 英国 | 2230 | 击沉 |
| 1917年12月9日 | 威尼西亚号 | 英国 | 3596 | 击沉 |

## 脚注
1. ↑  Rössler，第65頁.
2. ↑  Helgason, Guðmundur. . German and Austrian U-boats of World War I - Kaiserliche Marine - Uboat.net.   [2022-05-07].
3. 1 2 3 4  Gröner 1991，第25-30頁.
4. 1 2  Helgason, Guðmundur. . German and Austrian U-boats of World War I - Kaiserliche Marine - Uboat.net.   [2015-02-04].
5. ↑  陈进，第239頁.
6. 1 2  Helgason, Guðmundur. . German and Austrian U-boats of World War I - Kaiserliche Marine - Uboat.net.   [2015-02-04].
7. ↑  NARS，第119頁.
8. ↑  Kemp，第40頁.
9. ↑  Carl Racey. . YouTube.   [2022-05-06]. （原始内容存档于2022-05-07）.
10. ↑  . Heritagegateway.   [2022-05-07]. （原始内容存档于2022-05-07）.